# Коефіцієнт поширення
Коефіціє́нт поши́рення — комплексна величина {\displaystyle \gamma }, яка може бути представлена у вигляді:
 {\displaystyle \gamma =\alpha +i\cdot \beta ={\sqrt {(R+i\omega \;L)(G+i\omega \;C)}}} 
Електромагнітна енергія, поширюючись вздовж лінії, зменшується від початку до кінця лінії. Ослаблення чи загасання енергії пояснюється втратами енергії у колі передавання. Такі втрати слід розділяти на втрати у металі і втрати у діелектрику.
При проходженні струму по кабельному колі відбувається нагрівання струмопровідних жил і створюються теплові втрати енергії. Із зростанням частоти ці втрати збільшуються: що більший активний опір кола, то більші втрати енергії у металі. Втрати енергії в діелектрику обумовлені недосконалістю застосовних діелектриків (папір, гуми і ін.) і витратами енергії на  діелектричну поляризацію ({\displaystyle G=\omega ctg\delta }). Всі ці втрати враховуються за допомогою коефіцієнта поширення.